# Faza eliminatorie a Copa América 2011
Faza eliminatorie a Copa América 2011 sunt etapele eliminatorii de la Copa América, ele urmând după faza grupelor. Vor începe pe 16 iulie 2011 cu meciurile din sferturile de finală și se vor termina cu finala, care va avea loc pe Estadio Monumental Antonio Vespucio Liberti, pe 24 iulie, în Buenos Aires. Spre deosebire de turneele din trecut, 30 de minute de prelungiri se vor juca dacă scorul este egal la finalul timpului normal de joc (la turneele anterioare se trecea direct la penaltiuri). Se va juca și finala mică pentru a determina echipa de pe locul trei.

Toate orele sunt UTC−3

## Echipe calificate
| Grupa | Câștigătoare | Locul doi | Locul trei (Cele mai bune 2 se califică) |
| ----- | ------------ | --------- | ---------------------------------------- |
| A     | Columbia     | Argentina | —                                        |
| B     | Brazilia     | Venezuela | Paraguay                                 |
| C     | Chile        | Uruguay   | Peru                                     |

## Schemă
|  | Sferturile de finală | Sferturile de finală |                         |     | Semifinale  | Semifinale  |  |  | Finala              | Finala |
|  |                      |                      |                         |     |             |             |  |  |                     |        |
|  | 16 iulie - Córdoba   |                      |                         |     |             |             |  |  |                     |        |
|  |                      |                      |                         |     |             |             |  |  |                     |        |
|  | Columbia             | 0                    |                         |     |             |             |  |  |                     |        |
|  | Columbia             | 0                    | 19 iulie - La Plata     |     |             |             |  |  |                     |        |
|  | Peru (a.e.t.)        | 2                    |                         |     |             |             |  |  |                     |        |
|  | Peru (a.e.t.)        | 2                    | Peru                    |     |             |             |  |  |                     |        |
|  | 16 iulie - Santa Fe  |                      |                         |     |             |             |  |  |                     |        |
|  |                      | Uruguay              |                         |     |             |             |  |  |                     |        |
|  | Argentina            | 1 (4)                |                         |     |             |             |  |  |                     |        |
|  | Argentina            | 1 (4)                | 24 iulie - Buenos Aires |     |             |             |  |  |                     |        |
|  | Uruguay (pen.)       | 1 (5)                |                         |     |             |             |  |  |                     |        |
|  | Uruguay (pen.)       | 1 (5)                | WS1                     |     |             |             |  |  |                     |        |
|  | 17 iulie - La Plata  |                      |                         |     |             |             |  |  |                     |        |
|  |                      | WS2                  |                         |     |             |             |  |  |                     |        |
|  | Brazilia             | 0 (0)                |                         |     |             |             |  |  |                     |        |
|  | Brazilia             | 0 (0)                | 20 iulie - Mendoza      |     |             |             |  |  |                     |        |
|  | Paraguay (pen.)      | 0 (2)                |                         |     |             |             |  |  |                     |        |
|  | Paraguay (pen.)      | 0 (2)                | Paraguay                |     | Finala mică | Finala mică |  |  |                     |        |
|  | 17 iulie - San Juan  |                      | Paraguay                |     | Finala mică | Finala mică |  |  |                     |        |
|  |                      | Venezuela            |                         |     |             |             |  |  |                     |        |
|  | Chile                | 1                    | LS1                     |     |             |             |  |  |                     |        |
|  | Chile                | 1                    | LS1                     |     |             |             |  |  |                     |        |
|  | Venezuela            | 2                    |                         | LS2 |             |             |  |  |                     |        |
|  | Venezuela            | 2                    |                         |     |             |             |  |  |                     |        |
|  |                      |                      |                         |     |             |             |  |  | 23 iulie - La Plata |        |
|  |                      |                      |                         |     |             |             |  |  |                     |        |

## Sferturile de finală

### Columbia v Peru
| Columbia | 0 - 2 (d.p.) | Peru                     |
| -------- | ------------ | ------------------------ |
|          | Cronica      | Lobatón 101' Vargas 111' |

| Columbia | Peru |

| COLUMBIA:          |    |                     |     |      |
|                    |    |                     |     |      |
| P                  | 12 | Neco Martínez       |     |      |
| F                  | 18 | Juan Zúñiga         |     |      |
| F                  | 3  | Mario Yepes (c)     |     |      |
| F                  | 14 | Luis Amaranto Perea |     |      |
| F                  | 7  | Pablo Armero        |     |      |
| M                  | 13 | Fredy Guarín        |     |      |
| M                  | 6  | Carlos Sánchez      | 98' | 111' |
| M                  | 8  | Abel Aguilar        |     | 105' |
| M                  | 17 | Dayro Moreno        |     |      |
| M                  | 20 | Adrián Ramos        |     | 72'  |
| A                  | 9  | Radamel Falcao      |     |      |
| Schimbări:         |    |                     |     |      |
| A                  | 11 | Hugo Rodallega      |     | 72'  |
| A                  | 19 | Teófilo Gutiérrez   |     | 105' |
| A                  | 21 | Jackson Martínez    |     | 111' |
| Antrenor:          |    |                     |     |      |
| Hernán Darío Gómez |    |                     |     |      |

| PERU:            |    |                        |     |      |
|                  |    |                        |     |      |
| P                | 1  | Raúl Fernández         |     |      |
| F                | 13 | Renzo Revoredo         |     |      |
| F                | 21 | Christian Ramos        |     |      |
| F                | 2  | Alberto Rodríguez      | 65' |      |
| F                | 4  | Walter Vílchez         |     |      |
| M                | 5  | Adan Balbin            |     |      |
| M                | 10 | Rinaldo Cruzado        |     | 117' |
| M                | 6  | Juan Manuel Vargas (c) |     |      |
| M                | 18 | William Chiroque       |     | 95'  |
| M                | 16 | Luis Advíncula         | 1'  | 46'  |
| A                | 9  | Paolo Guerrero         |     |      |
| Schimbări:       |    |                        |     |      |
| M                | 11 | Carlos Lobatón         |     | 46'  |
| M                | 19 | Yoshimar Yotún         |     | 95'  |
| M                | 7  | Josepmir Ballón        |     | 117' |
| Antrenor:        |    |                        |     |      |
| Sergio Markarián |    |                        |     |      |

| Omul meciului: Juan Manuel Vargas (Peru) Arbitrii asistenți: Leonel Leal (Costa Rica) Francisco Mondría (Chile) Arbitrul de rezervă: Wálter Quesada (Costa Rica) |

### Argentina v Uruguay
| Argentina                                    | 1 - 1 (d.p.) | Uruguay                                      |
| -------------------------------------------- | ------------ | -------------------------------------------- |
| Higuaín 17'                                  | Cronica      | Pérez 5'                                     |
| Messi · Burdisso · Tévez · Pastore · Higuaín | 4 – 5        | Forlán · Suárez · Scotti · Gargano · Cáceres |

| Argentina | Uruguay |

| ARGENTINA:     |    |                       |         |     |
|                |    |                       |         |     |
| P              | 23 | Sergio Romero         |         |     |
| F              | 3  | Pablo Zabaleta        | 9'      |     |
| F              | 4  | Nicolás Burdisso      | 72'     |     |
| F              | 6  | Gabriel Milito        | 70'     |     |
| F              | 8  | Javier Zanetti        |         |     |
| M              | 20 | Fernando Gago         | 93'     | 97' |
| M              | 14 | Javier Mascherano (c) | 50' 87' |     |
| M              | 10 | Lionel Messi          |         |     |
| M              | 16 | Sergio Agüero         |         | 84' |
| M              | 7  | Ángel di María        |         | 72' |
| A              | 9  | Gonzalo Higuaín       |         |     |
| Schimbări:     |    |                       |         |     |
| A              | 18 | Javier Pastore        |         | 72' |
| A              | 11 | Carlos Tévez          | 119'    | 84' |
| M              | 15 | Lucas Biglia          |         | 97' |
| Antrenor:      |    |                       |         |     |
| Sergio Batista |    |                       |         |     |

| URUGUAY:      |    |                     |        |      |
|               |    |                     |        |      |
| P             | 1  | Fernando Muslera    |        |      |
| F             | 16 | Maximiliano Pereira |        |      |
| F             | 2  | Diego Lugano (c)    |        |      |
| F             | 6  | Mauricio Victorino  |        | 20'  |
| F             | 22 | Martín Cáceres      | 32'    |      |
| M             | 20 | Álvaro González     | 33'    |      |
| M             | 15 | Diego Pérez         | 2' 38' |      |
| M             | 17 | Egidio Arévalo      |        | 110' |
| M             | 11 | Álvaro Pereira      |        | 110' |
| A             | 10 | Diego Forlán        |        |      |
| A             | 9  | Luis Suárez         |        |      |
| Schimbări:    |    |                     |        |      |
| F             | 19 | Andrés Scotti       |        | 20'  |
| M             | 8  | Sebastián Eguren    |        | 110' |
| M             | 5  | Walter Gargano      |        | 110' |
| Antrenor:     |    |                     |        |      |
| Óscar Tabárez |    |                     |        |      |

| Omul meciului: Fernando Muslera (Uruguay) Arbitrii asistenți: Nicolás Yegros (Paraguay) Luis Sánchez (Venezuela) Arbitrul de rezervă: Juan Soto (Venezuela) |

### Brazilia v Parguay
| Brazilia                                   | 0 - 0 (d.p.) | Paraguay                         |
| ------------------------------------------ | ------------ | -------------------------------- |
|                                            | Cronica      |                                  |
| Elano · Thiago Silva · André Santos · Fred | 0 - 2        | Barreto · Estigarribia · Riveros |

| Brazilia | Paraguay |

| BRAZILIA:    |    |                |      |      |
|              |    |                |      |      |
| P            | 1  | Júlio César    |      |      |
| F            | 13 | Maicon         | 60'  |      |
| F            | 3  | Lúcio (c)      |      |      |
| F            | 4  | Thiago Silva   |      |      |
| F            | 6  | André Santos   | 57'  |      |
| M            | 5  | Lucas Leiva    | 103' |      |
| M            | 8  | Ramires        |      |      |
| M            | 10 | Ganso          |      | 100' |
| M            | 7  | Robinho        |      |      |
| M            | 11 | Neymar         |      | 80'  |
| A            | 9  | Alexandre Pato |      | 112' |
| Schimbări:   |    |                |      |      |
| A            | 19 | Fred           |      | 80'  |
| M            | 20 | Lucas          |      | 100' |
| M            | 16 | Elano          |      | 112' |
| Antrenor:    |    |                |      |      |
| Mano Menezes |    |                |      |      |

| PARAGUAY:       |    |                      |      |     |
|                 |    |                      |      |     |
| P               | 1  | Justo Villar (c)     |      |     |
| F               | 2  | Darío Verón          |      |     |
| F               | 5  | Antolín Alcaraz      | 103' |     |
| F               | 14 | Paulo da Silva       |      |     |
| F               | 17 | Aureliano Torres     |      | 71' |
| M               | 13 | Enrique Vera         | 22'  | 64' |
| M               | 15 | Víctor Cáceres       |      |     |
| M               | 16 | Cristian Riveros     |      |     |
| M               | 21 | Marcelo Estigarribia | 111' |     |
| A               | 18 | Nelson Haedo Valdez  |      |     |
| A               | 19 | Lucas Barrios        |      | 83' |
| Schimbări:      |    |                      |      |     |
| M               | 8  | Édgar Barreto        | 65'  | 64' |
| F               | 4  | Elvis Marecos        | 72'  | 71' |
| A               | 23 | Hernán Pérez         |      | 83' |
| Antrenor:       |    |                      |      |     |
| Gerardo Martino |    |                      |      |     |

| Omul meciului: Justo Villar (Paraguay) Arbitrii asistenți: Ricardo Casas (Argentina) Efraín Castro (Bolivia) Arbitrul de rezervă: Raúl Orosco (Bolivia) |

### Chile v Venezuela
| Chile | v | Venezuela |
| ----- | - | --------- |
|       |   |           |

### Semifinale
| Q1 |  | Q2 |
| -- |  | -- |
|    |  |    |

| Q3 |  | Q4 |
| -- |  | -- |
|    |  |    |

### Finala mică
| LS1 |  | LS2 |
| --- |  | --- |
|     |  |     |

### Finala
| WS1 |  | WS2 |
| --- |  | --- |
|     |  |     |